# Bustamante (Campoo de Yuso)
Bustamante es una localidad del municipio de Campoo de Yuso (Cantabria, España). En el año 2012 contaba con una población de 37 habitantes (INE). La localidad se encuentra a 865 metros de altitud sobre el nivel del mar. En esta localidad hay alojamiento.
A esta población se accede desde la carretera CA-171 a través de la carretera local CA-723 y carece de líneas de transporte público regular, siendo la parada más cercana la situada en La Costana en la intersección de dichas carreteras.
Se debe pasar por aquí para llegar a la localidad despoblada de Quintanilla Polledo, situada en la península de La Lastra, estando Bustamante en el istmo de dicha península.

## Paisaje y naturaleza
Bustamante se sitúa en un pequeño altozano, convertido en el istmo de unión con la península de La Lastra desde de que las aguas del embalse del Ebro anegaron las vegas que se extendían por la parte baja del pueblo. En esta península se creó un ambicioso proyecto medioambiental para transformar La Lastra en un parque de interpretación de la naturaleza que tenía como punto de inicio precisamente a Bustamante, no obstante tras la inversión realizada las instalaciones se cerraron al público en el año 2005.

## Patrimonio histórico
La iglesia de San Pelayo data del siglo XVII. Es un pequeño templo de una sola nave y sencilla espadaña en el hastial en el que se reproduce el estilo que vemos en la mayoría de las iglesias de Campoo de Yuso. Contiene retablo salomónico y pila bautismal de la centuria posterior.
Es posible que de aquí sea el origen del importante linaje de los Bustamante, que formó uno de los señoríos más destacados del medievo en Campoo, con solar principal en la Torre del vecino pueblo de La Costana.[cita requerida]
Con es escudo de armas de este linaje, existe una casa-torre en una agrupación de casas que se aparta un poco del casco urbano del pueblo, a la que se han adosado diversas dependencias que la mantienen casi oculta. Queda libre la fachada, de recia sillería, dividida en tres alturas por medio de una moldura plana. El piso bajo queda prácticamente ocupado por un gran de arco de medio punto, mientras que en los dos superiores predomina el volumen del muro, sólo aligerado por la apertura de una pequeña ventana en el piso del medio y por el escudo en el superior. Se remata el edificio por una cornisa de moldura simple con las características bolas y pirámides de tradición herreriana en los vértices y puntos intermedios del alero. Su construcción hay que llevarla a los últimos años del siglo XVII o a los primeros del XVIII.